# Boldog
Boldog (węg. Boldogfa) – wieś i gmina (obec) w zachodniej Słowacji, w kraju bratysławskim, w powiecie Senec. 